# Последняя «Милая Болгария»
«После́дняя „Ми́лая Болга́рия“» — художественный фильм А. Федорченко в жанре психоаналитического детектива по мотивам автобиографической повести М. Зощенко «Перед восходом солнца». Временной интервал — с 1900 года до середины XX века. Совместное производство кинокомпаний «29 февраля» и «САГа» при финансовой поддержке Министерства культуры РФ. Премьера состоялась 24 апреля 2021 года на 43-м Московском международном кинофестивале.

## Сюжет
«Милая Болгария» — так называется сорт яблок, который незадолго до своей гибели выводит отец Леонида Еца, селекционер. От загадочного пожара, погубившего весь сад, уцелело лишь одно яблоко, с которым в 1943 году Ец-младший приезжает в Алма-Ату, военную киностолицу СССР. Его селят в большую коммунальную квартиру, занятую такими же эвакуированными постояльцами, среди которых учёный-ботаник и кинорежиссёр из Москвы. Живущая по соседству Ольга, помогая Леониду устроиться, рассказывает о таинственном исчезновении прежнего обитателя комнаты Семёна Курочкина (один из псевдонимов Зощенко). Её рассказ прерывает пара забравшихся в комнату дворовых мальчишек, надкусывающих привезённое Ецем яблоко. Леониду ничего не остаётся как вынуть из повреждённого плода семечки — последнюю надежду на продолжение семейного дела.
Желая согреться прохладной ночью, за печной дверцей он обнаруживает тетради, исписанные мелким почерком — оставленные Семёном Курочкиным дневники. Утром его будит Адалат, участковый,  пришедший поставить нового жильца на учёт. Он с неприязнью узнаёт о цели Еца по спасению ценного лечебного сорта яблок и упрекает его в уклонении от  фронта. Сталкиваясь в дверях с Ольгой, рассказывает о недвусмысленной связи Ольги с Курочкиным. Во дворе те же два мальчишки-хулиганы мажут «причинное место» гипсовой женской статуе дынной коркой, уходящий Адалат своим свистком прогоняет их.
Ольга помогает новому жильцу с обустройством, они вешают на прежнее место ковёр, — по её словам Курочкин боялся изображённых на нём тигров. Леонид в свою очередь помогает Ольге с вязанием циновок из камыша. Происходит знакомство с соседом — «оранжевым доктором», жалующимся на ущемление своей деятельности по разведению зелёной моркови. Леонид с Ольгой несут готовые камышовые циновки на киностудию, где Пьер использует их для изготовления декораций. Оказавшись в съёмочном павильоне, Леонид становится свидетелем монолога «Ивана Грозного» и настойчивых требований к артисту режиссёра.
Ольга показывает Леониду комнату режиссёра с киностудии, заставленную всевозможными диковинными статуэтками, с развешанными на стенах эротическими рисунками, пёстрыми масками и черепами. Она не исключает его причастности к судьбе Курочкина, намекая что днём он режиссёр, а по ночам — совсем другое. Намереваясь разгадать загадку исчезновения писателя, Леонид достаёт из печки все до последнего дневники Курочкина, на столе их образуется целая стопка. Он погружается в откровенные воспоминания автора — в его воображении возникают картинки из жизни Курочкина — первый поцелуй у церкви с Татой, первый опыт с проституткой, знакомство с сёстрами Катенькой и Наденькой. На другой день на киностудии Леонид помогает прикурить загримированной в гробу «мёртвой царице», ночью он читает военные воспоминания Курочкина о Русской императорской армии, ужасах гражданской войны, газовой атаке. Шум из-за двери отвлекает его от чтения, так он оказывается в комнате режиссёра, где тот делится с ним собственными соображениями о причине своей и всеобщей безутешной тоски. Прямой вопрос гостя о судьбе Курочкина остаётся без ответа. На кухне поутру «оранжевый доктор» рассказывает Леониду о приступах Курочкина и как лечил их морковным соком. Залетевшая в комнату птица склёвывает несколько драгоценных яблочных семечек. Погружаясь в дневники, Леонид узнаёт о замужестве Наденьки, которую Курочкин любил и которая любила его. Курочкин отказывается от предложения мадмуазель Р. бежать от революции в Париж. Пытаясь найти своё место, он оказывается в компании с помещиками в Архангельске, работает в ямбургском штабе, где встречается с необычным визитёром — прокажённым. Выйдя после ранения из госпиталя, узнаёт об отъезде Наденьки с белыми, да не одной, а с ребёночком. Будучи агентом уголовного розыска, участвует в задержании бандита.
Тем временем на оставшиеся яблочные семечки покушаются муравьи. Леонид спрашивает у «оранжевого доктора» какое-либо снадобье от муравъёв, тщательно брызгает им вокруг блюдца, в котором теперь только три семечки. Наконец проклюнувшиеся семечки Леонид рассаживает по горшкам. Покупает на рынке для Ольги пуговицы, чем ещё больше досаждает Адалату. А сменивший десяток профессий Курочкин оказывается в редакции, куда приносит свои рассказы. Обедает с писателями в ресторане, наносит визит в новую редакцию. Выступает перед ранеными в госпитале, путешествует на пароходе к Беломорканалу. В комнате режиссёра происходит то ли реальная, то ли воображаемая мистерия — «мексиканский театр». Ночью кто-то просунутым через окно железным когтём сталкивает горшок с яблоневым ростком, быстро вскочивший Ец успевает спасти второй. Адалат настойчиво зазывает занятую с циновками Ольгу зайти к нему в отделение, Леониду же советует плотно закрывать на ночь форточку, а не то грозит отправить на фронт. Участвуя в переписи населения, Курочкин встречается с Катенькой и её мужем. Курочкин тоже обзаводится женой, которая помогает ему с переписыванием рукописей, следит за гардеробом и готовит. Но когда жена упрекает его в недостаточном внимании к ней самой, возникает ссора. Детские воспоминания Курочкина возвращают его в дом собственных родителей, к отцу-художнику, рано охладевшему чувствами к матери, ещё более ранним — к страшным сказкам, читаемых ему на ночь нянькою. Внезапная смерть отца Курочкина в воображении Леонида трансформируется в пожар, на котором погиб его собственный отец.
Мальчишки-хулиганы заливают негашеную известь в ёмкость из под киноплёнки и подвешивают её к гипсовой статуе. От взрыва от статуи остаётся один постамент и куча осколков. Наряженный в платье английской королевы загримированный артист ведёт телефонный разговор с И. Г. Большаковым. Пришедший к Леониду Пьер делится своей теорией о причинах возникновения у людей психотравм. Леонид высаживает выращенный им яблоневый саженец в палисаднике под своим окном. У себя он застаёт пришедшую к нему попрощаться Ольгу, якобы вызванную на допрос по делу Курочкина. Проснувшись ночью, он видит тянущуюся к ним из окна руку с каким то острым педметом. Он выхватывает нож и наносит по руке упреждающий удар. Наутро здесь же в комнате в присутствии Ольги происходит разговор с Адалатом, который разоблачает её фантазии о допросе и сообщает о своих видах на неё. Разговор переходит к семье Еца, причинах смерти его покойного деда и наконец об отце, незадолго до смерти обвинённого во вредительстве и шпионаже в пользу Болгарии. Адалат говорит, что стране нужны новые люди — оптимисты с плохой памятью. Внезапно Леонид замечает, что правая ладонь Адалата сильно забинтована, но в это  момент с улицы слышится шум — осёл ломает защитное заграждение яблоневого саженца. Выскочивший на улицу Леонид отгоняет осла, но уже поздно —  в его руках остаётся поломанный саженец.
Обескураженный, вместе с саженцем он садится к разбитому пьедесталу.

## В ролях
- Илья Белов — Леонид Ец
- Константин Итунин — Семён Курочкин
- Джавохир Закиров — Адалат, участковый
- Алёна Артёмова — Ольга
- Александр Блинов — Режиссёр
- Сергей Фёдоров — Морковный доктор
- Антон Макушин — маляр Пьер
- Мария Морозова — Надя
- Катерина Карауш — Катя
- Сергей Колесов — отец Еца
- Полина Савченко — мама Еца
- Вера Вершинина — мама Семёна
- Олег Ягодин — папа Семёна

Также снимались
- Александр Вахов — «Иван Грозный»
- Василиса Борок — Тата
- Полина Вотинова — именинница
- Ольга Гилёва — «мёртвая царица», другой редактор
- Николай Коляда — командир полка
- Игорь Кожевин — революционный матрос, «Королева Елизавета»
- Ирина Плесняева — мадмуазель Р.
- Роман Сенчин — архангельский помещик
- Любовь Ворожцова — помещица
- Анастасия Воронина — Вероника
- Владимир Сапин — умирающий старик
- Марина Гапченко — плакальщица
- Денис Тураханов — прокажённый
- Сергей Ярмолюк — Свидеров
- Александр Замураев — бандит
- Маргарита Токмакова — «маруха»
- Елена Стражникова — Эльвира
- Максим Тарасов — редактор
- Артём Санин — секретарь редакций
- Андрей Сидоров — Есенин
- Антон Бутаков — Маяковский
- Александр Сысоев — Ремизов
- Павел Рыков — Замятин
- Александр Фукалов — главврач
- Ярослава Пулинович — медсестра
- Евгений Чистяков — администратор на пароходе
- Валентина Сизоненко — жена Семёна
- Гюльнара Гимадутдинова — натурщица
- Татьяна Савина — жена утопленника
- Вера Цвиткис — нянька
- Артём Хабибулин — извозчик
- Ринат Ташимов — фотограф
- Тамара Зимина — тётя Лизет

## Съёмочная группа
- Авторы сценария: Алексей Федорченко, Лидия Канашова
- Режиссёр-постановщик — Алексей Федорченко
- Оператор-постановщик — Артём Анисимов (Полосатый)
- Художник-постановщик — Алексей Максимов
- Композитор — Андрей Карасёв
- Звукорежиссёр — Тимофей Шестаков
- Художники по костюмам: Лариса Механошина, Елена Камиловская
- Художник по гриму — Полина Стаценко
- Второй режиссёр — Сергей Константинов
- Оператор и мастер по свету — Иван Соловьёв
- Кастинг-директор — Ольга Гилёва
- Режиссёр анимации — Мария Седяева
- Режиссёр монтажа — Дарья Исмагулова
- Продюсеры: Андрей Савельев, Артём Васильев, Дмитрий Воробьёв, Алексей Федорченко

## История создания
Я думал об этом фильме двадцать лет. Потом сел и написал сценарий — очень необычный. В нём появилась ещё одна линия, кроме линии Зощенко, более кинематографичная. Ещё один герой, который помог мне объединить многочисленные эпизоды жизни Зощенко из его повести.Алексей Федорченко, апрель 2017
Давно задуманный режиссёром фильм изначально назывался «Ключи счастья», но рабочее название поменялось на «Последняя „Милая Болгария“» — в честь сорта яблок, который выращивает главный герой. Работа над сценарием продолжалась в 2016—2018 годах вдвоём с Лидией Канашовой.
Мы посмотрели на его книгу из 21 века, потому что знаем о судьбе Зощенко больше, чем знал он сам, в фильме событий больше, чем в книге.
Соавторы совместили не похожие на рассказы Зощенко новеллы из первой книги с научным исследованием из второй. При написании сценария были использованы фрагменты дневников Эйзенштейна и Прокофьева, схожих по душевному состоянию с дневниками Зощенко, а также документальные записи, которые велись во время съёмок «Ивана Грозного». Придуманная история постепенно обрастала всё новыми героями, один персонаж появлялся вслед за другим, втаскивая в сюжет следующего. За малым исключением практически все персонажи фильма сыграны екатеринбуржцами.

## Производство
Натурные съёмки проходили летом 2017 года на стадионе «Уральский трубник» в Первоуральске, где был воссоздан казахский рынок Алма-Аты. В массовых сценах приняло участие около 60 уральских казахов, специально приехавших из Кургана, Шадринска, Камышлова и Екатеринбурга.
 В Екатеринбурге — в Уральском саду лечебных культур им. Л. И. Вигорова (Уральский лесотехнический университет), в квартале довоенных бараков неподалеку от УрФУ.
Бо́льшая часть съёмочного периода прошла в павильоне ГТРК «Урал» площадью 500 квадратных метров в Екатеринбурге, почти все декорации были построены из камыша.
Основные съёмки были завершены к маю 2018 года, а во время пост-продакшна в ноябре 2018 года картина была показана на специальной секции 28-го фестиваля Восточно-Европейского кино в Котбусе (Германия) для ознакомления с необычными проектами отборщиков, а также кинопроизводителей-инвесторов.
В июне 2019 года на «Кинотавре» в Сочи в рамках деловой программы Work-in-progress рабочий материал фильма был показан представителям международных кинофестивалей и прокатных компаний.
Закончить картину планировалось осенью 2019 года, а выпуск в прокат — в 2020 году. Выход картины был из самых ожидаемых событий года в профессиональном киносообществе.
На 43-м ММКФ

Убеждён, что Федорченко, будучи выдающимся драматургом, а не только режиссёром, придумал ход, который нас всех не разочарует.
— Антон Долин, январь 2019
Из-за финансовых трудностей работа над фильмом затянулась, — слишком «рукодельным и дорогим» оказался постпродакшн картины — компьютерная графика, озвучание, запись музыки. Большая часть действия строится на приёме с полиэкраном, когда изображение состоит из нескольких частей. Из сопоставления одновременно проецируемых фрагментов возникает контрапункт, порой экраны спорят друг с другом.
Каждый экран — это самостоятельное изображение, отдельные дубли. Иногда действие в главном экране отличается от добавочных экранов. Хотелось показать, что человек не фотографически воспроизводит/восстанавливает в памяти информацию. Каждый раз другое представление о событии. История — всё-таки субъективное восприятие прошлого, поэтому может быть разной.Алексей Федорченко, Москва, 2021
Фильм был отобран в основную конкурсную программу 43-го Московского международного кинофестиваля, хотя работы по сведению звука на конец марта 2021 года ещё не были окончены. Завершить картину удалось буквально за два дня до премьеры.
В мае 2021 года фильм приглашён на фестиваль «Виват кино Россия!» в Санкт-Петербург.

## Награды и призы
- 2019 — ещё не вышедшей картине был присуждён приз «Самый яркий союз литературы и кино» на Фестивале экранизаций «Читка», прошедшем в Москве 20—23 июня 2019 года. Ценный приз получил продюсер Андрей Савельев[31].
- 2021 — приз «Серебряный Георгий» 43-го Московского международного кинофестиваля за лучшую режиссёрскую работу[32][комм. 8].
- 2021 — Премия Гильдии киноведов и кинокритиков СК РФ в номинации «Новая волна» (лучший сценарий) — Лидия Канашова, Алексей Федорченко[34].
- 2022 — Премия «Белый слон» за лучшую работу художника — Алексей Максимов[35].

## Критика
…то, что делает Алексей Федорченко с литературным материалом, можно назвать чем угодно, но не экранизацией (и это гораздо ярче «стандартного подхода»). Карнавал, фарс, театр кабуки, раёк — и всё это вместе с детективом, в котором молодой агроном расследует исчезновение или убийство популярного писателя, а главный подозреваемый ни много ни мало Сергей Эйзенштейн.
— Игорь Савельев, «Манеж — MIFF Daily» № 2 2021

Несмотря на обилие гротескного юмора (вроде уморительно смешного Сергея Эйзенштейна, пляшущего в деревянных тапках, разукрашенных мексиканскими калаками), это довольно мрачное кино о том, что невозможно вывести породу идеального человека. И это действительно детектив — все подтексты, появляющиеся в фильме, режиссёр блистательно раскроет в конце. И тут же опровергнет — ведь в истории нет ничего однозначного, как и в человеческой жизни. Главное — искать зёрнышко правды во всём. Хотя бы яблочное.
— Иван Афанасьев, «7Дней.ру» 26 апреля 2021

Практически любое событие здесь — взгляд с нескольких точек зрения, восприятие разных участников событий. То, как это было на самом деле, то, как это могло бы быть, то, как хотелось бы. Удивительно, как Федорченко и вся его команда (это действительно образцовый пример командной игры, когда одинаково важны и оператор, и режиссёр монтажа, и ассистент ассистента второго помощника декоратора) соединяют детали быта с полётом фантазии, лёгкость — с дотошностью, простоту — с многослойностью. Оставляя фильм, при всей сложности формы, цельным, единым, не распадающимся на фрагменты, части и кусочки.
— Катя Нечитайло, «Ваш досуг» 29 апреля 2021

## Комментарии
1. ↑  В годы Великой Отечественной войны в Алма-Ату были эвакуированы «Мосфильм» и «Ленфильм», образовав Центральную объединённую киностудию, где работали С. Эйзенштейн, М. Ромм, братья Васильевы, Л. Трауберг и другие[3].
2. ↑  В фильме дословно воспроизведён бывший в реальности диалог между Н. Черкасовым и С. Эйзенштейном  во время съёмок «Ивана Грозного»[3].
3. ↑  Случай, также бывший в перерыве съёмок «Ивана Грозного» с исполнительницей роли царицы Л. Целиковской[3].
4. ↑  Фарс, в котором весь причудливый антураж комнаты в технике мультипликации обыгрывает фрейдистские мотивы, перемешанные с советской атрибутикой, по словам Федорченко предполагалось упомянуть и Сталина, но в окончательный монтаж эти кадры не попали[5].
5. ↑  Именно в Алма-Ате М. Ромм, возглавлявший Главное управление по производству художественных фильмов, делал пробы на роль Елизаветы I для третьей серии «Ивана Грозного»[6][7].
6. ↑  Фамилии снявшихся и названия ролей приведены по титрам фильма в порядке появления на экране.
7. ↑  На вопрос-предположение, озвученное на пресс-конференции 43-го Московского международного кинофестиваля, что Федорченко не снимает звёзд из экономии, режиссёр парировал: «Я снимаю звёзд, просто вы их не знаете»[12].
8. ↑  Получая награду, А. Федорченко произнёс: «Неправильно, наверное, что я получаю приз, а моя огромная команда – нет. Награду заслужили и оператор, и монтажёр — мы очень тщательно занимались киноязыком. Я очень рад, если вы заметили новые словечки и слоги. Мы старательно их выписывали»[33].